# Styloniscus nordenskjoeldi
Styloniscus nordenskjoeldi là một loài chân đều trong họ Styloniscidae. Loài này được Verhoeff miêu tả khoa học năm 1939.